# Fausto Silva
Fausto Silva, all'anagrafe Fausto Corrêa da Silva (Porto Ferreira, 2 maggio 1950), è un giornalista, conduttore televisivo e conduttore radiofonico brasiliano, noto anche come Faustão.

## Biografia
Ha iniziato la sua carriera a quattordici anni, come giornalista per Radio Centenário de Araras, nel cuore di San Paolo. Poco dopo si è trasferito a Campinas dove ha lavorato per cinque anni a Radio Cultura. Negli anni 70 ha lavorato in alcune emittenti radio di San Paolo come giornalista sportivo e a volte anche conducendo notiziari. Nel 1977 è passato a Radio Globo, invitato da Osmar Santos, che all'epoca frequentava la facoltà di pubblica amministrazione presso la Fondazione Getulio Vargas e aveva contatti coi noti politici Eduardo Suplicy e André Franco Montoro.
Intorno alla metà degli anni 80 ha esordito in televisione, lavorando in vari programmi di TV Bandeirantes. Il 15 gennaio 1989 ha condotto la prima puntata del varietà domenicale Domingão do Faustão, andato in onda ininterrottamente fino al 2021 su TV Globo: la trasmissione è stata una delle più longeve nella storia della televisione brasiliana. In seguito Silva è ritornato a Bandeirantes, col nuovo programma Faustão na Band.
Già da tempo affetto da diabete di tipo 2, , il 27 agosto 2023 è stato sottoposto al trapianto di cuore  e l'anno successivo a quello di un rene.  Nel gennaio del 2025 è stato ricoverato a causa di un'infezione.  Sette mesi dopo ha fatto sapere di aver subito due nuovi trapianti: uno al fegato e l'altro a un rene. 

## Vita privata
Fausto Silva si è sposato tre volte, e da ciascun matrimonio gli è nato un figlio. Con la prima moglie ha generato l'unica femmina, Lara. Dal secondo matrimonio, terminato con un divorzio come quello precedente, è nato João Guilherme. La terza e attuale moglie gli ha dato il figlio Rodrigo.